# Jean-Luc Fournet
Pour les articles homonymes, voir Fournet.
Jean-Luc Fournet, né le 25 février 1965 à Bordeaux, est un historien et universitaire français. 

## Biographie
Après des études à l’École normale supérieure de Saint-Cloud et à l'université Paris-Nanterre, il est nommé comme membre scientifique de l'Institut français d'archéologie orientale du Caire (1992-1996). Il est recruté par la suite au Centre national de la recherche scientifique comme chargé de recherche (1996-2004) avant d'être élu, en 2004, comme directeur d'études à l’École pratique des hautes études (section des Sciences historiques et philologiques). 
En 2015, il est élu professeur du Collège de France sur la chaire « Culture écrite de l’Antiquité tardive et papyrologie byzantine ». Membre de l’équipe « Monde byzantin » de l’UMR 8167 « Orient et Méditerranée », il est vice-président de l'Association francophone de coptologie, membre correspondant de l'Institut archéologique allemand, membre de l'Association Internationale des Papyrologues et de l’Association des Études Grecques. Il est également coéditeur de la revue Archiv für Papyrusforschung . 

## Distinctions
- Médaille de bronze du CNRS (1999)[3].
- Lauréat du prix de l'Association des Études Grecques (1999)[4].
- Prix Ambatielos de l’Académie des inscriptions et belles-lettres (2000)[5].
- Prix Lantier de l’Académie des inscriptions et belles-lettres (2009)[6].
- Chevalier de l'ordre des Palmes académiques (2011)[4].

## Principales publications
- Hellénisme dans l'Égypte du VIe siècle. La bibliothèque et l'œuvre de Dioscore d'Aphrodité, Le Caire, éd. IFAO, 1999[7]  (ISBN 2-7247-0237-9).
- Les archives de Dioscore d'Aphrodité cent ans après leur découverte : Histoire et culture dans l'Égypte byzantine [sous la dir. de], Paris, éd. De Boccard, 2008 (ISBN 978-2-7018-0250-3).
- Alexandrie : une communauté linguistique ? ou la question du grec alexandrin, Le Caire, éd. IFAO, 2009[8]  (ISBN 978-2-7247-0497-6).
- Mélanges Jean Gascou. Textes et études papyrologiques [sous la dir. de], Paris, éd. Association des amis du Centre d'histoire et civilisation de Byzance, 2016.
- Ces lambeaux, gardiens de la mémoire des hommes, Paris, éd. Fayard / Collège de France, 2016[9]
- The Rise of Coptic : Egyptian Versus Greek in Late Antiquity, Princeton, éd. Princeton University Press, 2020[10]
- Les Hieroglyphica d'Horapollon de l'Égypte antique à l'Europe moderne : histoire, fiction et réappropriation [sous la dir. de], Paris, éd. Association des amis du Centre d'histoire et civilisation de Byzance, 2021.
- Le papyrus dans tous ses états : de Cléopâtre à Clovis [sous la dir. de], Paris, éd. Collège de France, 2021
- Champollion 1822 : et l'Égypte ancienne retrouva la parole [sous la dir. de], Paris, éd. Collège de France, 2022